# ديف فان دير بورغ
ديف فان دير بورغ (بالهولندية: Dave van der Burg)‏ هو دراج هولندي، ولد في 10 يوليو 1993 في Heesch, Netherlands ‏ في هولندا.